# Verdun (Ariège)
Verdun – miejscowość i gmina we Francji, w regionie Oksytania, w departamencie Ariège.
Według danych na rok 2010 gminę zamieszkiwało 238 osób, a gęstość zaludnienia wynosiła 20 osób/km².